# Storia delle Marche
La storia delle Marche è segnata da momenti unificanti e da altre fasi in cui essa risulta dall'unione della storia delle singole città, che spesso ebbero vicende parallele, ma ricche di specificità.
Le Marche sono infatti una regione fortemente caratterizzata da una vocazione alla pluralità, come indica già il nome, attualmente unico al plurale tra le regioni italiane. La varietà culturale e linguistica non deve però ingannare, in quanto i fattori unificanti sono molti: il paesaggio, il carattere degli abitanti, la dimensione urbana di ogni pur piccolo centro abitato, una storia di autonomie parallele, una cultura dell'armonia in tutti i settori, una singolare ricchezza di poeti, musicisti e pittori, un modello economico-imprenditoriale esemplare; la vocazione all'autonomia di ogni città è paradossalmente il fattore maggiormente unificante.

## Unità e pluralità
Preistoria
In Contrada Pace a Tolentino è stato ritrovato un sito all'aperto frequentato dai cacciatori-raccogliori del mesolitico, risalente a crica 11 000 anni dal presente. Oltre a manufatti litici della cultura sauveterriana, sono stati recuperati resti di armi e delle ossa delle prede cacciate.
I territori delle odierne Marche vissero un momento unificante durante l'Età del ferro, quando per la prima volta ebbero una certa unità etnica e culturale, essendo abitate per la loro interezza dai Piceni, con gli importanti centri di Novilara (nei pressi di Pesaro), Ancona, Belmonte, Ascoli. Si può dire anzi che qualche fondamento delle moderne Marche, intese come regione amministrativa, nascano proprio con l'affermazione della civiltà picena. L'unità picena era culturale e religiosa, con centri di culto comuni, ma non politica.
Il quadro culturale si arricchisce con l'arrivo dei Galli e dei Greci
Nel IV secolo il Piceno settentrionale venne invaso dai Galli Senoni, mentre i greci di Siracusa fondavano la colonia di Ankón (Ancona). Questi eventi iniziano a segnare una netta divisione tra il Sud e il Nord dell'odierna Regione. Dopo la battaglia di Sentino, il territorio regionale entrò prima nell'orbita romana e poi sotto il dominio effettivo di Roma mantenendo però la suddivisione tra meridione e settentrione.
Con la ripartizione del territorio italiano in regiones, il vecchio territorio piceno viene inquadrato in due distinte regiones: la parte a nord dell'Esino, chiamata Ager gallicus picenus, andò a far parte della Regio VI, la parte a sud della Regio V, sancendo così l'importanza dell'apporto culturale gallico. Con Diocleziano la regione venne nuovamente unificata nella più grande ripartizione della Flaminia et Picenum.
Durante il periodo imperiale, il ruolo di centro di riferimento del territorio era svolto da Ancona, scelta da Traiano come porto di Roma verso Oriente (nell'arco di Traiano la città è chiamata "accessum Italiae", cioè "ingresso d'Italia").
Il nome cambia da "Piceno" a "Marca di Ancona"
Alla caduta dell'Impero romano d'Occidente le Marche, dopo aver fatto parte del regno di Odoacre come il resto d'Italia, entrarono nell'orbita dell'Impero romano d'Oriente, mentre il vecchio nome, "Piceno", si perse. Nell'Alto Medioevo il territorio regionale, caduto nell'oblio il vecchio nome acquistò quello nuovo di Marca di Ancona, nata dall'unificazione di varie marche, ossia "territori di confine" del Sacro Romano Impero.
I confini della Marca nel Medioevo risultano chiaramente dalle Costituzioni egidiane, redatte a Fano nel 1357. Da esse risulta che la Marca di Ancona in pratica coincideva con la regione attuale e che le cinque città considerate "maggiori" erano Urbino, Ancona, Camerino, Fermo ed Ascoli; tra le città considerate "grandi" si ricordano Pesaro, Fano, Fabriano, Jesi, Recanati e Macerata.
Nel Medioevo pluralità di liberi comuni, nel Rinascimento pluralità di signorie
In epoca comunale la regione fu caratterizzata da una fioritura di numerosi liberi comuni, tra i quali Pesaro, Fano, Ancona, Jesi, Fermo e Ascoli Piceno. In particolare Ancona ebbe momenti di splendore artistico e culturale grazie ai suoi rapporti marittimi con l'Oriente; fu infatti una delle repubbliche marinare, senza peraltro coltivare intenti di dominio sul resto della regione.
Nel Rinascimento la regione vide l'affermarsi di varie signorie, nate dalla trasformazione dei comuni maggiori, senza che mai una prevalesse sull'altra. Celebre in tutta Europa fu la signoria di Urbino, che fu un vero e proprio faro dell'arte italiana. Altre importanti signorie sono state quelle fiorite a Camerino, Fano, Pesaro, Senigallia, Fabriano e San Severino. Ancona, invece, alla pari con le altre città marinare italiane, mantenne il suo regime repubblicano.
Unità e pluralità di rapporti con lo Stato della Chiesa
Tra la metà del Cinquecento e i primi decenni del Seicento le città marchigiane entrarono, una città alla volta, nello Stato della Chiesa. Seguì un periodo di recessione, condiviso da gran parte d'Italia, rischiarato solo dal pontificato di Clemente XII che nel 1700 tracciò la strada oggi detta Vallesina e diede respiro all'economia regionale dichiarando Ancona porto franco.
La Chiesa instaurò con ogni centro marchigiano un legame diversamente definito dal punto di vista giuridico, dando origine ad una pluralità di rapporti con il potere centrale.
Unità di intenti nel periodo napoleonico e durante il Risorgimento
Con l'arrivo delle truppe francesi il territorio regionale trovò unità politica nella Repubblica Anconitana, poi assorbita dalla Repubblica Romana. Durante il periodo risorgimentale le città marchigiane parteciparono compatte alle lotte per l'unificazione, con i moti di Macerata e con l'eroica resistenza di Ancona durante l'assedio austriaco del 1849, in contemporanea con Roma e Venezia. La battaglia finale dell'unificazione italiana si combatté nelle Marche: fu la celebre battaglia di Castelfidardo che permise l'unione dei territori conquistati da Garibaldi al sud con quelli redenti da Vittorio Emanuele II al nord.
Con l'unità italiana il nome diventa definitivamente plurale
Già durante il Regno d'Italia napoleonico, il nome "Marche" e il nome "Marca di Ancona" erano stati usati alternativamente per definire il territorio regionale. Con l'annessione all'Italia la Marca di Ancona venne definitivamente denominata "Marche", con un plurale che ne sancisce l'unità fondamentale pur nella ricchezza di aspetti locali.
Nella storia più recente si ricordano tre momenti durante i quali la regione agì come un tutto unico: la Settimana rossa, la Rivolta dei Bersaglieri e la partecipazione alla Resistenza.

## Le prime testimonianze
Durante il Paleolitico il territorio marchigiano era abitato da popolazioni di cacciatori che abitavano in grotte naturali. Il primo documento della vita nella regione è il giacimento archeologico del Paleolitico inferiore ritrovato a Monte Conero.
Dopo l'ultima glaciazione, nel 5000 a.C. circa, con la Rivoluzione neolitica, le popolazioni iniziarono a coltivare la terra ed allevare bestiame; sapevano navigare a vista e questo permise loro di iniziare la pesca.
Dall'Età del bronzo gli insediamenti iniziano a raggiungere una maggiore consistenza che porterà alla nascita della "civiltà appenninica" con scambi verso l'Umbria e la Dalmazia; a questo periodo risalgono le più antiche sepolture ritrovate.
Nel Periplo di Scilace, le popolazioni della regione sono dette Umbri, termine con il quale l'autore indicava genericamente i popoli italici diversi dai Sanniti.
In questo periodo si formarono diversi villaggi sulla destra del fiume Esino, fra cui Jesi.

## La civiltà picena
Nel X secolo a.C. la regione raggiunse l'unità etnica e culturale, con i Piceni, popolazione italica diffusa in tutte le Marche e nell'Abruzzo settentrionale. Il totem piceno del picchio compare infatti nell'attuale stemma della Regione. I Piceni raggiunsero il massimo splendore nel VII-VI secolo a.C. I centri maggiori erano Novilara, nei pressi di Pesaro, Ancona, Numana, Cupramarittima e Belmonte. Le testimonianze lasciate da questa civiltà sono molto ricche e fortemente caratterizzate, specie nella scultura, anche monumentale, nell'arte figurativa, che presenta una notevole fantasia nelle figure ed una tendenza all'astrattismo, nell'originalità delle forme della ceramica, nell'abbondante uso dell'ambra, nella grande varietà di armi, nei vistosi corredi femminili.
La lingua picena è di tipo italico ed era diffusa in tutta l'attuale regione; quattro iscrizioni attestano l'esistenza dell'enigmatica Lingua di Novilara.
L'etnogenesi tradizionale dei Piceni, li ritiene originari dell'alta Sabina; da questa zona, in seguito ad una primavera sacra, si diressero dapprima verso la zona dell'odierna città di Ascoli Piceno e si diffuse poi in tutte le Marche, sino alla zona dell'odierna Pesaro. Questa tradizione, rivista ed integrata dalle notizie tratte dalle scoperte archeologiche, è ancor oggi alla base delle ipotesi moderne sulle origini del popolo piceno. La primavera sacra che, secondo la tradizione, diede origine al popolo piceno è alla base dell'attuale stemma delle Marche. Quando infatti, tra gli anni settanta e gli anni novanta del Novecento, ogni regione italiana si trovò a decidere un simbolo per il proprio stemma, la regione Marche scelse l'immagine del totem del picchio che guidò la migrazione<

## Greci e Galli
Nel IV secolo a.C., la regione vide l'arrivo dei Galli Senoni, popolazione gallica proveniente dalla provincia francese dello Champagne, che occuparono tutto il settore settentrionale della regione, fino al fiume Esino, ma anche alcune zone più a sud.
Nello stesso periodo, nel 387 a.C., i Greci di Siracusa, di stirpe dorica, fondarono la colonia di Ankón, l'attuale Ancona. Con la fondazione siracusana l'emporio divenne una città di lingua, cultura ed aspetto greco, che poi mantenne a lungo, quando già la regione circostante e l'Italia centrale erano entrate prima nell'influsso e poi nello stato romano.
I Piceni, dunque, che prima dell'arrivo dei Sènoni vivevano in tutto il territorio che oggi definiamo marchigiano, si trovarono a convivere con culture diverse, che influirono profondamente sul loro modo di vivere, tanto che gli archeologi parlano di una nuova fase della civiltà picena: la "Piceno IV", l'ultima di questo popolo italico prima della sua romanizzazione. Nello stesso tempo, anche l'originaria cultura celtica dei Sènoni, a contatto con Piceni e Greci, subisce un'evoluzione, dissolvendosi in una koiné celto-greco-italica, dove l'elemento celtico rimase immutato solo per ciò che riguarda l'armamento
Ankón, attraverso il suo porto, mantenne rapporti intensi con i principali centri del Mediterraneo orientale, come provano le testimonianze archeologiche, numerose e significative specialmente per l'età ellenistica. Tra la fine del II e l'inizio del I secolo a.C. fu gradatamente assorbita nello stato romano, pur rimanendo per alcuni decenni un'isola linguistica e culturale greca.

## Il periodo romano
Nel (299 a.C.) i Romani strinsero un'alleanza con i Piceni contro la coalizione che vedeva alleati Galli Senoni, Etruschi, Sanniti, Umbri e Sabini. I Piceni avevano stretto questa alleanza con i Romani per reagire all'invasione gallica del loro territorio settentrionale, dal Foglia all'Esino. Romani e Piceni sconfissero la coalizione avversaria nella battaglia di Sentino (295 a.C.). Ma nel 269 a.C. i Piceni si trovarono accerchiati dalle nuove città fondate dai Romani e mossero guerra a Roma. La conseguente sconfitta di Ascoli (268 a.C.) consegnò definitivamente la regione ai Romani, restando libere formalmente soltanto Ascoli stessa e Ancona. 
I Romani stabilirono nel tempo numerose colonie a Firmum (264 a.C.), Aesis (247 a.C.), Potentia e Pisaurum (184 a.C.), Auximum (157 a.C.). Con la Lex Flaminia de Agro Gallico et Piceno Viritim Dividundo (232 a.C.) molti cives si trasferirono nel nord della regione e, in capo a un decennio, vi fu portata la Via Flaminia (220 a.C.).
Il territorio regionale venne diviso fra la Regio V Picenum e la Regio VI Umbria et ager Gallicus. Inoltre i Romani iscrissero le zone a tribù diverse: ai Pollia l'Ager gallicus; ai Lemonia Ancona e Sentinum; alla Gens Camilia, Pisaurum e Suasa; alla Gens Fabia, Asculum; alla Gens Velina, il Piceno.
Una battaglia decisiva dei Romani durante la seconda guerra punica fu la battaglia del Metauro.
Durante questo periodo furono costruite opere difensive, come le mura di Osimo, infrastrutture, come la via Flaminia, la Salaria e la galleria del Furlo, teatri, come a Falerone, porti ed acquedotti. Strutture onorarie come l'Arco di Augusto a Fano e l'Arco di Traiano ad Ancona.

## Medioevo

### Alto Medioevo
Negli ultimi anni del dominio romano le condizioni di vita si erano fatte molto pesanti, per questo la maggior parte della popolazione si era trasferita in altre zone d'Italia. Alla caduta dell'Impero romano d'Occidente, la prima invasione fu da parte degli Eruli guidati da Odoacre, che si stanziarono nel Piceno. Ma l'insediamento maggiore fu degli Ostrogoti, in particolar modo ad Osimo. I Visigoti distrussero Ostra, Suasa ed Urbisaglia. Tra il 535 ed il 553 d.C., durante la guerra gotico-bizantina, il territorio marchigiano fu dapprima conquistato dai bizantini, a parte Osimo ed Urbino; ma poi, dal 541 al 544 i Goti recuperarono gran parte delle città, a parte Ancona e Ravenna. Nel 552 l'esercito bizantino riuscì comunque a sconfiggere definitivamente i Goti e tutta l'Italia ricadde sotto l'autorità di Giustiniano.
Nel 568 ci fu l'invasione dei Longobardi che occuparono la parte meridionale della regione sotto il Ducato di Spoleto con la Marca di Fermo. La parte nord, invece, rimase sotto l'Impero bizantino che costituì due pentapoli: la pentapoli annonaria (Cagli, Fossombrone, Gubbio, Jesi ed Urbino) e la pentapoli marittima (Ancona, Fano, Pesaro, Rimini, Senigallia).
La situazione rimase tranquilla fino al 728, quando i Longobardi ripresero le invasioni verso le Pentapoli, Osimo ed altre città; le devastazioni cesarono nel 773 con l'arrivo dell'esercito franco di Carlo Magno, che riuscì a sconfiggere definitivamente i Longobardi e, a conferma della Promissio Carisiaca fatta da suo padre Pipino il Breve, donò la parte settentrionale della regione al papa creando lo Stato della Chiesa. La parte sud restò invece nel Ducato di Spoleto.
Nel IX secolo vi furono varie incursioni con distruzioni e saccheggi a opera dei Saraceni, che però non si stanziarono in loco. I Normanni occuparono parzialmente alcune zone strategiche della Marca Fermana nell'XI secolo.

### Basso Medioevo
Nell'XI secolo si diffuse nella regione il fenomeno dei liberi comuni autogestiti che poco a poco iniziarono a fronteggiarsi fra loro per il predominio sui luoghi circostanti. Le città, in un primo tempo, erano governate da due consoli. Dal XII secolo circa, la struttura del potere venne modificata e quello esecutivo fu assunto da un consiglio di Anziani, quello legislativo da un consiglio di rappresentanti delle arti e dei mestieri mentre il potere giudiziario e di controllo dell'ordine pubblico spettò a un podestà. Ancona, intanto iniziava il suo cammino di repubblica marinara.
Nel 1213 Bonconte I da Montefeltro ricevette dall'imperatore il potere sulla città di Urbino. Iniziarono così ad affermare il proprio potere le grandi famiglie, tra cui i Malatesta, i Varano a Camerino ed altre come i Gentile da Mogliano a Fermo, i Chiavelli a Fabriano, gli Smeducci a San Severino Marche, i Brancaleoni a Casteldurante.
Con la nomina nel 1353 del cardinale Egidio Albornoz a vicario generale dei domini della Chiesa in Italia, si cercò di ricondurre tutti i comuni e le signorie sotto il controllo, diretto o indiretto, dell'autorità papale e furono emanate le Costituzioni egidiane che regolavano lo Stato della Chiesa.
Queste nuove regole prevedevano nelle Marche cinque città maggiori: Ancona, Ascoli Piceno, Camerino, Fermo ed Urbino; nove città grandi: Cagli, Fabriano, Fano, Fossombrone, Jesi, Macerata, Pesaro, Recanati e San Severino Marche; oltre a 22 città e terre medie, 26 città e terre piccole e 13 terre minori.
Tra il 1373 e l'inizio del XV secolo diverse lotte per il potere sconvolsero la regione, portando distruzione e miseria per la popolazione.
Nel dicembre 1433 Francesco Sforza invase il territorio marchigiano partendo da Jesi e solo nel 1447 la Chiesa riuscì a riprendere il controllo.
Il 15 gennaio 1458 fu fondato ad Ascoli Piceno il primo monte di pietà, ed in poco tempo altri ne aprirono in diverse città. Questi istituti, assieme alle banche, che avevano fini diversi, potevano soddisfare le esigenze economiche della popolazione di diversi ceti sociali.

## Nello Stato della Chiesa

### Ancona e i ducati perdono l'indipendenza

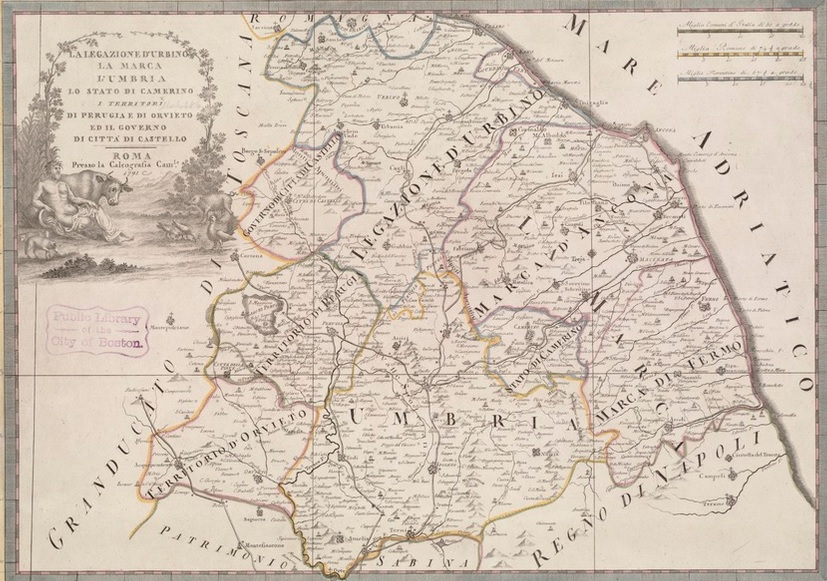
Le legazioni di Marche ed Umbria nello Stato della Chiesa (1791).

Nel 1532 la repubblica marinara di Ancona cade in mano della Chiesa, in seguito ad un colpo di stato ante litteram. Nel 1540 Il Ducato di Camerino viene tolto ai Da Varano e passa anch'esso alla Chiesa. Nel 1631, infine, a causa della fine della dinastia dei Della Rovere, il Ducato di Urbino entra nello Stato della Chiesa. L'ultimo vessillo della libertà regionale viene allora abbassato, e la Chiesa da questo momento ha il controllo diretto su tutta la regione.
Il territorio viene diviso in diverse entità amministrative, il cui status è quanto mai eterogeneo: gli stati di Urbino e di Camerino, i territori di Ancona, di Fermo, la Marca anconitana (che ha però come capoluogo Macerata), il Presidiato di Montalto ed infine la città di Loreto, che a causa della sua importanza religiosa aveva un'amministrazione speciale.
Nel XVIII secolo le scuole cristiane e gli oratori ebbero una parte rilevante nell'alfabetizzazione delle masse popolari, anche attraverso l'obbligo della catechesi. Grandi artisti e letterati nascono nelle Marche, come Rossini, Spontini e Lanzi, ma svolgono la loro carriera in altre zone d'Italia o all'estero, in quanto mancava nella regione un centro culturale.
Durante il Settecento e fino alla metà del secolo successivo molte malattie epidemiche, come peste e tifo, colpiscono la parte povera della popolazione a causa delle insufficienti condizioni igieniche e dalla poca disponibilità di cibo. Gli abitanti con maggiori disponibilità economiche, naturalmente, risentirono meno di queste malattie.

### Il periodo napoleonico
Nel 1796 l'esercito francese, guidato dal generale Bonaparte, entrò nelle Marche. Alcune città insorsero contro il potere papale attratte dalle nuove idee rivoluzionarie di Liberté, Égalité, Fraternité.
Pochi mesi dopo con il trattato di Tolentino la regione teoricamente tornò fra i possedimenti della Chiesa in cambio di denaro ed opere d'arte; fu solo la prima delle spoliazioni operate da parte dei francesi nelle chiese e nei palazzi marchigiani.
In realtà, nonostante il trattato di Tolentino, le truppe napoleoniche continuarono ad occupare la regione; nello stesso anno si costituì la Repubblica anconitana, alla quale aderirono varie città marchigiane; questa repubblica napoleonica durò dal 19 novembre 1797 al 7 marzo 1798, confluendo poi nella Repubblica Romana, che persistette fino al 1799.
Con l'annessione al Regno d'Italia napoleonico nel 1808, la regione, prima chiamata Marca di Ancona o semplicemente Marca, venne per la prima volta denominata ufficialmente al plurale, "Marche", e fu suddivisa nei dipartimenti del Metauro con capoluogo Ancona, del Musone con capoluogo Macerata e del Tronto con capoluogo Fermo.
Nel 1813 Gioacchino Murat, Re di Napoli, occupò la regione; con la battaglia di Tolentino e la vittoria dell'esercito austriaco sulle truppe di Murat, le Marche ritornano allo Stato Pontificio.

### I moti risorgimentali
Ritornata alla Chiesa, la regione ha una nuova divisione amministrativa: vengono costituite le delegazioni di Urbino e Pesaro, Ancona, Macerata, Fermo, Ascoli Piceno e Camerino.
Il periodo francese aveva però lasciato nell'animo di tutti gli italiani l'idea dell'indipendenza e dell'unità nazionale. Si diffuse infatti in tutta la regione la Carboneria; nel 1817 avvengono i primi arresti per sovversione nella provincia di Macerata. Nel corso degli anni sono sempre di più le città in cui crescono tumulti, come Pesaro, Ancona, Ascoli Piceno e Jesi. Nel febbraio 1831 in varie città della regione scoppiano moti popolari, guidati dal generale Giuseppe Sercognani; i delegati apostolici vengono cacciati e si creano governi cittadini. Già il mese successivo il papa riesce a recuperare i propri territori, ancora una volta grazie all'esercito austriaco. La breve esperienza fa crescere ancora di più la voglia di uno stato italiano.

### Le Marche nella Repubblica Romana
Nel 1849, dopo aver partecipato con numerosissimi volontari alla Prima guerra di indipendenza, le città della regione aderiscono alla Repubblica Romana e cacciano via ancora una volta i delegati pontifici e le loro truppe. Gli Austriaci, invocati da papa Pio IX, invadono le Marche e, dopo aver preso Pesaro e Senigallia, cingono d'assedio, da terra e dal mare, la città di Ancona, difesa oltre che dai suoi cittadini anche da uomini provenienti da tutta la regione e dall'Italia settentrionale. L'assedio austriaco dura dal 25 maggio al 6 giugno, quando, sottoposta a bombardamento incessante, la città deve cedere. Il comandante austriaco, Franz Wimpffen, saluta gli sconfitti con l'onore delle armi. La bandiera della libertà era difesa ormai solo da Roma e da Venezia, che cedono rispettivamente il 2 luglio e il 23 agosto. Segue, sollecitato dal papa, un decennio di occupazione austriaca.

## L'Unità d'Italia
Nel 1860, con la battaglia di Castelfidardo ed i successivi assedio e caduta di Ancona, le Marche escono definitivamente dallo Stato Pontificio e, con il plebiscito del 4 e 5 novembre 1860, entrano nel Regno d'Italia con Regio Decreto del 17 dicembre 1860.
La regione è divisa nelle quattro provincie di Ancona, Ascoli Piceno, Macerata, Pesaro e Urbino, quindi con la soppressione delle delegazioni pontificie di Camerino e Fermo. Ulteriore modifica fu l'aggregazione di Gubbio nella provincia di Perugia, mentre fino ad allora era stata compresa nei territori di Pesaro e Urbino.
Molte sono le novità degli ultimi anni del XIX secolo: con la libertà di stampa nascono i primi giornali come il Corriere delle Marche; migliorano le condizioni igieniche con la costruzione di fognature, ma le attività economiche sono ancora poco redditizie rispetto alla media nazionale.
All'inizio della prima guerra mondiale i porti marchigiani furono subito colpiti dai bombardamenti della flotta austro-ungarica, ma in seguito non ci furono più danni nel territorio; molti marchigiani partirono per il fronte, come ricordano le numerose lapidi presenti anche nel più piccolo borgo della regione.
Finita la guerra, già il 4 agosto 1922 l'intera regione è sotto il controllo delle squadre fasciste nell'indifferenza delle autorità civili e religiose. Fu costruito anche un campo di concentramento a Serra San Quirico.
Con l'inizio della seconda guerra mondiale le idee antifasciste iniziano a diventare più concrete. Nell'estate 1943 iniziano i primi bombardamenti sulla regione, che dopo l'armistizio dell'8 settembre, con l'occupazione tedesca, diventa territorio della Repubblica di Salò. Alle pendici dell'Appennino molti partigiani svolgono manovre di sabotaggio contro gli invasori. Nella primavera 1944 la regione diventa confine con la costituzione della linea gotica poco sopra Pesaro, in corrispondenza all'incirca del percorso del Foglia; il territorio regionale diventa un campo di battaglia.
L'esercito alleato, proveniente da sud, entra ad Ascoli Piceno il 18 giugno 1944 ed il 25 agosto si trovano a ridosso della linea gotica; inizia un'aspra battaglia fino al 3 settembre, quando le truppe tedesche lasciano Pesaro: l'intera regione è stata liberata.
Con il referendum istituzionale del 1946 nasce la Repubblica Italiana.
Nel settembre 1997 un terremoto causò molti danni nei centri del crinale appenninico tra Marche ed Umbria. Meno di vent'anni più tardi, la regione fu colpita da un altro sciame sismico con epicentri nei Sibillini e nell'alta valle del Tronto.
Nel 2004 è stata istituita la provincia di Fermo, divenuta operativa con le elezioni tenutesi cinque anni dopo.
Nel 2009 fu distaccato dalle Marche e aggregato alla provincia emiliano-romagnola di Rimini il territorio dell'alta Valmarecchia, che era stato annesso alla delegazione di Urbino e Pesaro con motu proprio di Pio VII il 6 luglio 1816. Le Marche proposero ricorso alla Corte costituzionale, ritenendo che il parlamento avesse indebitamente ignorato il parere negativo della regione; nel luglio 2010 la Corte si pronunciò sul ricorso giudicandolo infondato.